# Aethaloessa floridalis
Aethaloessa floridalis là một loài bướm đêm trong họ Crambidae.